# 尼朗格阿
尼朗格阿（Nilanga），是印度马哈拉施特拉邦Latur县的一个城镇。总人口31660（2001年）。

## 人口
该地2001年总人口31660人，其中男性16472人，女性15188人；0—6岁人口4717人，其中男2469人，女2248人；识字率65.87%，其中男性为73.71%，女性为57.37%。